# Allimore Green
Allimore Green – osada w Anglii, w hrabstwie Staffordshire. Leży 9 km na południowy zachód od miasta Stafford i 200 km na północny zachód od Londynu.